# Demy
Dimitra Papadea (grekiska: Δήμητρα Παπαδέα), född 21 augusti 1991 i Aten, mer känd som Demy, är en grekisk sångerska. Hon representerade Grekland i Eurovision Song Contest 2017 i Kiev.

## Karriär
Demy slog igenom år 2011 med hitlåten "Mia Zografia" som framförs med Midenistis. Samma år kom hennes andra singel "Mono Mprosta" med rapparen OGE vars musikvideo hade fler än 2 miljoner visningar på Youtube i januari 2013. Sommaren 2012 gavs en EP-skiva ut med samma titel medan hennes debutalbum fortfarande var under produktion. Tre nya singlar släpptes också under 2012, bland annat "Fallin" tillsammans med Playmen. Hennes första solosingel var "Poses Xiliades Kalokairia". Vid MAD Video Music Awards år 2012 vann hon priset för "bästa nya artist" och var dessutom nominerad till priset för "bästa kvinnliga artist". Vid samma prisceremoni vann även hennes debutsingel två priser och den tillhörande videon var även nominerad till "årets musikvideo". Debutalbumet med titeln #1 gavs till slut ut den 19 december 2012 och innehåller tio låtar, däribland alla hennes fem singlar.

## Diskografi

### Album
- 2012 - #1

### EP-skivor
- 2012 - Mono Mprosta

### Singlar
| År   | Titel                          | Samarbete med       |
| ---- | ------------------------------ | ------------------- |
| 2011 | Mia Zografia (O Kosmos Mas)    | Midenistis          |
| 2011 | Mono Mprosta                   | Oge                 |
| 2012 | Fallin                         | Playmen             |
| 2012 | Hiliades Kalokairia            |                     |
| 2012 | I Zoi (To Pio Omorfo Tragoudi) |                     |
| 2013 | Ki An Prostatho                |                     |
| 2013 | The Sun                        | Alex Leon & Epsilon |
| 2013 | Oloi Mazi (Me Mia Foni)        | Positive Sounderz   |
| 2013 | Meno                           |                     |
| 2014 | Nothing Better                 | Playmen             |
| 2014 | Oso O Kosmos Tha Ehei Esena    | Mike                |
| 2014 | Rodino Oniro                   |                     |
| 2015 | Proti Mou Fora                 | Melisses            |
| 2015 | Where Is The Love              | Angel Stoxx         |
| 2015 | One Love                       |                     |
| 2015 | Emeis                          |                     |
| 2015 | I Alithia Moiazei Psema        |                     |
| 2016 | You Fooled Me                  |                     |
| 2016 | Tha Meneis Fevgontas           |                     |
| 2016 | Kati Pige Strava               | Digi & RadioAct     |
| 2016 | Me Oplo Tin Foni Sou           | Oge & Charis Savva  |
| 2016 | Isovia Mazi                    |                     |
| 2017 | Angels                         |                     |
| 2017 | When The Morning Comes Around  |                     |
| 2017 | This Is Love                   |                     |
| 2017 | Oso Zo                         |                     |
| 2017 | M' Ekdikeisai                  |                     |
| 2017 | Ston Aera                      |                     |
| 2018 | Orio Kanena                    |                     |
| 2018 | Right Now                      |                     |
| 2018 | Kyma Kalokairino               |                     |
| 2018 | Summer Nights                  |                     |
| 2018 | Too Late                       |                     |
| 2018 | Ela (Perimenontas Ti Nona)     |                     |
| 2019 | Dipla Mou                      | Katerina Papoutsaki |